# Mohamed Moujahid
Pour les articles homonymes, voir Moujahid.
Mohamed Moujahid, né en 1961 à Douar Klaie — un petit village situé à quelques kilomètres de la ville de Taounate — et gynécologue de formation, est un homme politique marocain, notamment membre fondateur de la Gauche socialiste unifiée (GSU) puis du Parti socialiste unifié (PSU), dont il fut le secrétaire général de 2007 jusqu'à l'élection, à sa tête, de Nabila Mounib en 2012.

## Biographie

### Formation
Après l'indépendance, le moyen le plus sûr pour échapper au milieu social auquel on appartient consistait à faire des études poussées, et dans le cas de Moujahid, devenir un jour médecin. Moujahid a la particularité d'être l'un des rares médecins chef de Parti et originaire d'une petite agglomération. La majorité des leaders de partis sont issus des grandes villes, ils sont universitaires, avocats ou hommes d’affaires. Avec lui, seuls feu Abdelkrim al-Khatib et Saâdeddine El Othmani (successivement défunt président et ex-secrétaire général du PJD, à être médecins.
Après son baccalauréat décroché à Meknès en 1979, il s'installe à Rabat pour passer le concours de la Faculté de médecine. Sept ans après il en sort médecin généraliste. Son cursus se déroule normalement.
Après son service militaire, dont une partie est effectuée au Sahara, il regagne la capitale pour faire sa spécialité en gynécologie.
En 1993, il obtient son diplôme et intègre le secteur de la santé publique, à Taroudant, comme chef de service. De cette période, il se rappelle : « J’étais le seul spécialiste en gynécologie dans une région qui compte un million d’habitants, j’étais mobilisé pendant deux années 24h/24, il m’arrivait de ne pas dormir trois nuits de suite. »

### Engagement politique de jeunesse
Entre 1975-76, la répression n'épargne pas les militants marxistes, et toutes les régions du Maroc sont concernées : trois militants de son village, parents proches, sont arrêtés, torturés et traduits en justice, où ils écopent de lourdes peines. Cette étape, Moujahid l’a vécue au fond de lui-même comme une insulte à la dignité humaine.
Il s’engage dans l’action politique, notamment dans le groupe Al Qa’idiyine (les militants de base) qui donna lieu, au début des années 1990, au Mouvement des démocrates indépendants, l’un des quatre mouvements de la nouvelle gauche néo-radicale, dont l’Organisation de l'action démocratique populaire. En 2001-2002, ces derniers se fondent dans un même parti, la Gauche socialiste unifiée (GSU). Le projet a pris plus de dix ans à se réaliser, au prix d'un travail consensuel harassant.
Des réunions interminables et des nuits blanches pour rassembler tous les courants de la nouvelle gauche.
Comme beaucoup de militants des années 1970 et 80, Moujahid doit subir les conséquences de son engagement politique, au moins deux fois. En 1984, il passe huit mois dans la prison civile de Laâlou de Rabat, alors qu’il est encore étudiant à la Faculté de médecine; et en 1986, un mois dans le centre de détention clandestin, Derb Moulay Cherif.
Il était alors médecin interne à Taroudant. C’est d’ailleurs pour des raisons de santé qu’il quittera le secteur public pour monter un cabinet privé, à Settat, dans lequel il exerce toujours.

### Carrière politique
Moujahid entre au secrétariat général de la GSU en 2001 (il avait 40 ans) et est le seul à y être reconduit lors de son premier congrès en 2004. En 2005, Un autre chantier attendait le parti : institutionnaliser les courants en son sein et s’ouvrir aux autres mouvements de gauche, notamment un projet de fusion imminent avec 'Fidélité à la Démocratie'.
Un nouveau processus est enclenché : la fusion avec Fidélité à la démocratie de Mohamed Sassi, issue de l’Union socialiste des forces populaires. Elle eut lieu en 2005, elle était ressentie par les militants des deux courants comme une victoire de l’unité et un pas important vers la construction de ce grand parti de gauche dont rêvent les héritiers de Bensaid Aït Idder. Il s’agit, pour Mohamed Moujahid, d’une tâche primordiale. « Un grand parti de gauche, oui, mais pas au prix des valeurs de modernité et d’ouverture, ni au détriment du droit à l’expression des courants au sein de cette vaste structure », nuance-t-il.